# Dzmitryj Milczakou
Dzmitryj Siarhiejewicz Milczakou (błr. Дзмітрый Сяргеевіч Мільчакоў, ros. Дмитрий Сергеевич Мильчаков– Dmitrij Siergiejewicz Milczakow; ur. 2 marca 1986 w Mińsku) – białoruski hokeista, reprezentant Białorusi, trener.
Jego brat Filip (ur. 1995) także został hokeistą.

## Kariera klubowa
- Örnsköldsviks HF J18 (2001/2002)
- MODO Hockey J18 (2001/2002)
- Junost' Mińsk (2002-2003)
- Junior Mińsk (2003-2004)
- Dynama Mińsk (2003-2006)
  -  Dynama Mińsk 2 (2004-2005)
- HK Witebsk (2006-2008)
  -  HK Witebsk 2 (2006-2007)
- HK Homel (2008-2009)
- HK Brześć (2009-2010)
- Mietałłurg Żłobin (2010-2014)
- Dynama Mińsk (2013-2016)
- Junost' Mińsk (2016-2018)
- HC Pilzno 1929 (2018-2019)
- Arłan Kokczetaw (2019-2020)
- Mietałłurg Żłobin (2020-2021)
- AKM Tuła (2021-2022)

W młodości mieszkał z rodziną w Szwecji i tam rozwijał karierę hokejową. Później przeniósł się na Białoruś. Występował w białoruskiej ekstralidze. W trakcie sezonu 2013/2014 ponownie został zawodnikiem klubu Dynama Mińsk, występującego w rosyjskich rozgrywkach KHL. Przedłużał kontrakt w kwietniu 2014 o rok, a w listopadzie 2014 o dwa lata. Od sierpnia 2016 był ponownie zawodnikiem Junostii Mińsk. W sierpniu 2018 przeszedł do czeskiego klubu HC Pilzno 1929.  Po sezonie 2018/2019 odszedł z klubu. Od września 2019 zawodnik kazachskiego Arłanu Kokczetaw. W połowie 2020 ponownie został bramkarzem. Pod koniec maja 2021 został zakontraktowany przez rosyjski klub AKM Nowomoskowsk.
W trakcie kariery zyskał pseudonim Szwed.
Po zakończeniu kariery zawodniczej w 2022 latem tego roku został trenerem w szwedzkim zespole Hanhals Kings.

## Kariera reprezentacyjna
Występował w kadrach juniorskich kraju na turniejach mistrzostw świata do lat 18 edycji 2003, 2004 (Elita), do lat 20 edycji 2004 (Dywizja I), 2005 (Elita), 2006 (Dywizja I). W kadrze seniorskiej uczestniczył w turniejach mistrzostw świata edycji 2008, 2011, 2012, 2013, 2016 (Elita), 2019 (I Dywizja). W 2008 i 2011 nie rozegrał meczu turniejowego.

## Sukcesy
Reprezentacyjne
- Awans do Elity MŚ Dywizji IA do lat 20: 2004, 2006
- Awans do MŚ Elity: 2019

Klubowe
- Srebrny medal mistrzostw Białorusi: 2009 z HK Homel, 2013 z Mietałłurgiem Żłobin, 2017, 2018 z Junostią Mińsk
- Puchar Białorusi: 2011 z Mietałłurgiem Żłobin
- Brązowy medal mistrzostw Białorusi: 2011 z Mietałłurgiem Żłobin
- Złoty medal mistrzostw Białorusi: 2012 z Mietałłurgiem Żłobin
- Finał Pucharu Nadziei: 2014 z Dynama Mińsk
- Puchar Kontynentalny: 2018 z Junostią Mińsk

Indywidualne
- Mistrzostwa Świata Juniorów w Hokeju na Lodzie 2006/I Dywizja#Grupa B:
  - Pierwsze miejsce w klasyfikacji skuteczności interwencji w turnieju: 96,30%[13]
  - Pierwsze miejsce w klasyfikacji średniej goli straconych na mecz w turnieju: 0,75
  - Pierwsze miejsce w klasyfikacji liczby meczów bez straty gola w turnieju: 2
- Ekstraliga białoruska w hokeju na lodzie (2010/2011):
  - Pierwsze miejsce w klasyfikacji skuteczności interwencji: 92,80%
  - Pierwsze miejsce w klasyfikacji średniej goli straconych na mecz: 1,69
- Ekstraliga białoruska w hokeju na lodzie (2011/2012):
  - Pierwsze miejsce w klasyfikacji skuteczności interwencji: 95,20%
  - Pierwsze miejsce w klasyfikacji średniej goli straconych na mecz: 1,20
  - Najlepszy bramkarz sezonu
- Ekstraliga białoruska w hokeju na lodzie (2012/2013):
  - Pierwsze miejsce w klasyfikacji skuteczności interwencji: 94,50%
  - Pierwsze miejsce w klasyfikacji średniej goli straconych na mecz: 1,20
  - Najlepszy bramkarz sezonu
- Ekstraliga białoruska w hokeju na lodzie (2013/2014):
  - Pierwsze miejsce w klasyfikacji skuteczności interwencji: 92,40%
- Ekstraliga białoruska w hokeju na lodzie (2016/2017):
  - Czwarte miejsce w klasyfikacji skuteczności interwencji w sezonie zasadniczym: 92,1%[14]
  - Czwarte miejsce w klasyfikacji średniej goli straconych na mecz w sezonie zasadniczym: 1,81[15]
  - Czwarte miejsce w klasyfikacji skuteczności interwencji w fazie play-off: 92,5%[16]
  - Piąte miejsce w klasyfikacji średniej goli straconych na mecz w fazie play-off: 2,00[17]
- Ekstraliga białoruska w hokeju na lodzie (2017/2018):
  - Drugie miejsce w klasyfikacji skuteczności interwencji w fazie play-off: 94,5%[18]
  - Drugie miejsce w klasyfikacji średniej goli straconych na mecz w fazie play-off: 1,75[19]
- Mistrzostwa Świata w Hokeju na Lodzie 2019/I Dywizja:
  - Czwarte miejsce w klasyfikacji skuteczności interwencji: 90,70%[20]
  - Trzecie miejsce w klasyfikacji średniej goli straconych na mecz: 2,02